# Aeroports més transitats del món per tràfic de passatgers internacionals
La llista dels aeroports més transitats del món per trànsit de passatgers internacionals conté el rànquing dels 20 aeroports més transitats del món segons el nombre de passatgers que han gestionat que han fet una connexió internacional.

## Estadístiques de 2024
| Rànquing (2024) |                                           |                                         |                  |                           |                  |               |
| Posició         | Aeroport                                  | Serveix                                 | Codi (IATA/OACI) | Passatgers internacionals | Canvi percentual | Canvi posició |
| 1.              | Aeroport Internacional de Dubai           | Dubai, Emirats Àrabs Units              | DXB/OMDB         | 92.331.506                | 6,1%             | =             |
| 2.              | Aeroport de Londres-Heathrow              | Londres, Regne Unit                     | LHR/EGLL         | 79.194.330                | 5,7%             | =             |
| 3.              | Aeroport Internacional d'Inchon           | Inchon, Corea del Sud                   | ICN/RKSI         | 70.669.246                | 26,7%            | 4             |
| 4.              | Aeroport Internacional de Singapur-Changi | Singapur                                | SIN/WSSS         | 67.063.000                | 14,8%            | 1             |
| 5.              | Aeroport d'Amsterdam-Schiphol             | Amsterdam, Països Baixos                | AMS/EHAM         | 66.822.849                | 8,0%             | 2             |
| 6.              | Aeroport de París-Charles de Gaulle       | París, França                           | CDG/LFPG         | 64.469.356                | 17,3%            | 2             |
| 7.              | Aeroport d'Istanbul                       | Istanbul, Turquia                       | IST/LTFM         | 62.975.429                | 18,3%            | 1             |
| 8.              | Aeroport de Frankfurt                     | Frankfurt del Main, Alemanya            | FRA/EDDF         | 56.185.219                | 21,3%            | =             |
| 9.              | Aeroport Internacional de Hong Kong       | Hong Kong, República Popular de la Xina | HKG/VHHH         | 52.949.047                | 4,2%             | 3             |
| 10.             | Aeroport Internacional Hamad              | Doha, Qatar                             | DOH/OTHH         | 52.714.976                | 14,8%            | 1             |
| 11.             | Aeroport Suvarnabhumi                     | Bangkok, Tailàndia                      | BKK/VTBS         | 50.333.763                | 26,7%            | =             |
| 12.             | Aeroport de Madrid-Barajas                | Madrid, Espanya                         | MAD/LEMD         | 48.722.795                | 11,2%            | 2             |
| 13.             | Aeroport Internacional de Taiwan-Taoyuan  | Taipei, República de la Xina            | TPE/RCTP         | 44.743.298                | 27,0%            | 2             |
| 14.             | Aeroport Internacional de Kuala Lumpur    | Sepang, Selangor, Malàisia              | KUL/WMKK         | 41.875.151                | 28,8%            | 4             |
| 15.             | Aeroport de Barcelona-El Prat             | Barcelona, Catalunya                    | BCN/LEBL         | 40.721.234                | 12,5%            | 1             |
| 16.             | Aeroport de Londres-Gatwick               | Crawley, Regne Unit                     | LGW/EGKK         | 40.292.172                | 6,2%             | 3             |
| 17.             | Aeroport de Roma-Fiumicino                | Roma, Itàlia                            | FCO/LIRF         | 38.216.020                | 21,0%            | 2             |
| 18.             | Aeroport Internacional de Múnic           | Múnic, Alemanya                         | MUC/EDDM         | 35.403.014                | 13,1%            | 2             |
| 19.             | Aeroport Internacional John F. Kennedy    | Nova York, Estats Units                 | JFK/KJFK         | 35.258.691                | 6,3%             | 3             |
| 20.             | Aeroport de Dublín                        | Dublín, Irlanda                         | DUB/EIDW         | 34.444.725                | 4,1%             | 3             |